# Gabriele Becker
Gabriele Becker (* 17. August 1975 in Marburg, Hessen) ist eine ehemalige deutsche Leichtathletin, die in den 1990er Jahren als Sprinterin erfolgreich war. 

## Leben und Karriere
Ihr größter Erfolg ist die Bronzemedaille in der 4-mal-100-Meter-Staffel bei den Weltmeisterschaften 1995 (43,01 s, zusammen mit Melanie Paschke, Silke Lichtenhagen und Silke-Beate Knoll).
Weitere Medaillenerfolge gelangen ihr in der Juniorenklasse:
- 1993, Junioreneuropameisterschaften: Platz 3 mit der 4-mal-100-Meter-Staffel (44,60 s)
- 1994, Juniorenweltmeisterschaften: Platz 2 mit der 4-mal-100-Meter-Staffel (44,78 s)

Gabriele Becker startete 1986 bis 1991 für das LAZ Hanau/Bruchköbel, ab 1992 für das LAZ Bruchköbel. In ihrer aktiven Zeit war sie 1,78 m groß und wog 62 kg.

## Persönliche Bestzeiten
- 100 m: 11,34 s, 30. Juni 1995, Bremen
- 200 m: 23,63 s, 2. Juli 1995, Bremen